# ینی زود
ینی زود (به لاتین: Yeni Zod، تا ۵ اکتبر ۱۹۹۹ آزاد Azad) یک منطقه مسکونی در جمهوری آذربایجان است که در شهرستان واقع شده است. ینی زود ۱۲۱۶ نفر جمعیت دارد.